# 21725 Zhongyuechen
A 21725 Zhongyuechen (ideiglenes jelöléssel 1999 RB132) a Naprendszer kisbolygóövében található aszteroida. A LINEAR projekt keretében fedezték fel 1999. szeptember 9-én.